# 陽はまた昇る (2002年の映画)
『陽はまた昇る』（ひはまたのぼる）は、2002年6月15日に公開された日本映画。監督は佐々部清。主演は西田敏行と渡辺謙。
ビデオテープカセット規格「VHS」開発プロジェクトの実話を描いたルポルタージュ『映像メディアの世紀』（佐藤正明著）を脚色した物語。佐々部清の監督デビュー作。第15回日刊スポーツ映画大賞・石原裕次郎賞（石原裕次郎賞）を受賞した。
『映像メディアの世紀』は、高度経済成長終端期の日本で展開された家庭用ビデオテープレコーダー（VTR）の開発競争（ビデオ戦争）を描いたノンフィクション作品である。同書をもとにした本作では、日本ビクター（のちのJVCケンウッド）のほか、ソニー、松下電器産業（のちのパナソニック）などの社名、ロゴデザイン、実際の機種名がそのまま用いられている。ただし登場人物のうち、実在人物の名はほとんど変えている（松下電器相談役の松下幸之助のみ実名のままとなっている）ほか、できごとの時期や時系列などに史実との相違がある。

## ストーリー
1973年（昭和48年）。日本ビクターは経営不振に陥っていた。ビデオカメラの技術者で、数年後の定年退職を待つ身だった本社開発部員の加賀谷は、長らく空席だった横浜工場ビデオ事業部の事業部長に任命される。現場一筋でマネジメント未経験だった加賀谷の任務は、不採算部門であるビデオ事業部のリストラを実行することだった。ビデオ事業部はテレビ放送業務などに用いられるU規格のテープおよび機器などを生産していたが、不良品続きで返品率が50パーセントを超える月もあり、同業他社の同規格品に押されて、業績が先細っていた。当初、人員整理にやって来たと決めつけられた加賀谷は工場内でまったく歓迎されなかった。加賀谷は不良品生産の原因を部署間や業者間のコミュニケーション不足とみて、従業員や取引業者の顔と名前を丹念に記憶し、しきりに声をかけることで人間関係を徐々に円滑化し、問題を改善に導く。
手応えを感じた加賀谷は、独断でビデオ事業部の一部署・ビデオ開発課を工場敷地内の空き倉庫に移転し、自身の元部下・江口たちを呼び寄せる。幹部の方針に反する人員増強だった。しかし彼らは加賀谷から何の計画も提示されず、顧客から送られた業務用ビデオカメラやVTRの故障修理に明け暮れ、開発とは名ばかりの日々を送ることになり、加賀谷の目的をいぶかしがる。加賀谷は業績赤字の解消をじっくり待ち、幹部の好印象を得てから、中断したままのビデオカメラの小型化の研究を再開させるつもりでいた。加賀谷は本社に出向き、「家庭用ビデオカメラ」を念頭に「カラーテレビ普及後の需要品として、VTRを家庭向けに生産・販売できれば、5000億円規模の成長産業になる」とビデオ事業部への予算増強を訴える。しかし彼の早すぎた構想は経営合理化を至上とする幹部たちにほとんど理解されなかった。そんな中、部品の仕入れ先だった町工場・門脇工業が火災で全焼。主力製品だったU規格が一時生産不能になってしまう。赤字解消計画が暗礁に乗り上げたため、加賀谷と事業部次長の大久保は打開策を練る。
加賀谷家では、ある日加賀谷が持ち帰った業務用U規格VTRを使って、妻・圭子がテレビ番組を録画して上映会を開き、近所の人たちに喜ばれていた。その様子を見て「家庭向けテレビ番組録画用VTR」の可能性を確信した加賀谷は、工場内に「システム開発課」を新設する。それもまた開発とは名ばかりの、店舗・事業所向けVTRの営業・販売を担当するセクションだった。営業担当に回された技術者たちは、他社製品を含めたVTRの出張修理を引き受けるうち、顧客から従来のVTRの不満を聞きつけるようになる。ここにいたり、技術者たちの多くは、加賀谷の目的が従来品の改善点を洗い出し、改良品の開発につなげることにあったと理解する。また、当時の主なテープ規格では、最大録画時間は30分から60分が限度だったが、2時間の録画が可能なテープを求める声が多いことが判明する。一方、有能な技術者だったにもかかわらずシステム開発課に回された江口は加賀谷の真意をはかりかね、待遇への不満が高じて日本ビクターを退社し、松下電器産業に転職する。
既存規格の構造に2時間分のテープを組み込むのは困難であることがわかったため、加賀谷はビデオ開発課とともに、家庭向け長時間録画テープカセットの新規格「VHS」の開発を極秘に開始する。開発陣は当初、カセットの大きさは従来規格と同じのままでドラム直径を従来規格より小さく設計することで長時間化を可能にしようとしたが、テープ走行が不安定になって画像が乱れるという問題に直面し、よきアドバイザーであった江口を欠いたこともあって、そのまま開発が頓挫する。
1975年（昭和50年）。同じように家庭用VTRに目をつけていたソニーが家庭向けビデオカセット規格「ベータマックス」を発表する。ソニーの社長は、発表会の場で電機メーカー各社にベータマックス規格を導入するよう働きかける。それを受け、加賀谷は日本ビクター本社の開発畑の専務・渡会を呼び、VHS開発計画の進行をはじめて明かす。その間、家電業界の雄である松下電器産業がベータマックス規格の家庭用VTRを発表し、日本ビクターを除く業界全体がベータマックス規格の採用に傾く。
開発陣は拳を交えた激論のすえ、ベータマックスよりカセットの筐体を大きくすることを決断して画像乱れの問題を解決し、VHSは完成をみる。加賀谷はVHSの普及を速めるため、互換性統一を各メーカーに呼びかけるべく、VHS規格に関する特許技術をすべて無償で公開することを決める。ビデオカセット規格の分裂を案じた通商産業省（通産省）の役人・小出は、日本ビクター幹部にVHS規格の封印を迫る。大久保は加賀谷を連れ、大阪・門真の松下電器本社へ出向き、創業者の松下幸之助に、家庭用VTR規格をVHSに統一すべく業界を主導するよう直訴する。松下は社内の技術者を集め、2人にVHS機器のプレゼンを行わせる。松下は「ベータマックスは100点満点。VHSは150点」とほめたたえる。
1976年（昭和51年）10月31日（日曜日）、日本ビクターはVHS規格の家庭用VTR第一号機「HR-3300」を発売する。横浜工場では休日を返上して従業員総出での出荷作業が行われ、松下電器社員となった江口もやってきて手伝う。やがて、家庭用VTRの普及はVHS優勢となる。ある日、加賀谷宅に松下幸之助から封書が届く。それは転職後の江口が松下に宛てた手紙の転送であり、加賀谷に対する尊敬と感謝の言葉がつづられていた。
加賀谷退社の日、大久保は加賀谷の家族を工場に招く。屋上に案内された加賀谷たちは、従業員たちによる「VHS」の人文字を見て、涙を流した。

## 登場人物

### 日本ビクター 横浜工場ビデオ事業部
加賀谷静男
本社開発部ビデオ室長→ビデオ事業部長。モデルは高野鎮雄（VTR事業部長）。
大久保修
ビデオ事業部次長。モデルは上野吉弘（VTR事業部次長）。
江口涼平
本社開発部員→ビデオ事業部システム開発課員を経て、松下電器産業に転職する。
平井友輝
ビデオ事業部ビデオ開発課長。モデルは廣田昭（開発課長）もしくは白石勇磨（開発部長）。
新田泰介
ビデオ事業部ビデオ開発課員。モデルは梅田弘幸（機械設計技術者）。
大木良弘
ビデオ事業部ビデオ開発課員。モデルは大田喜彦（電気技術者）。

### 日本ビクター 幹部
武田壮吉
社長。モデルは松野幸吉。
金沢紀之
副社長。モデルは徳光博文。
渡会信一
専務。

### 電機事業に関わる人々
松下幸之助
松下電器産業相談役。同社の創業者。
寺山彰
ソニー社長。モデルは盛田昭夫。
宮下茂夫
日立製作所ビデオ事業部長。モデルは長浜良三（家電事業部長）もしくは宮本延治（ビデオ機器部長）。
大野久志
三菱電機事業部長。モデルは松村長延（ビデオ製造部長）。
門脇光蔵
日本ビクター横浜工場の協力会社「門脇工業」社長。モデルは門間貞雄。

### その他の人々
加賀谷圭子
加賀谷静男の妻。モデルは高野智恵子。
小出収美
通商産業省機械情報局電子機器課長。モデルは鈴木健。

## キャスト
- 加賀谷静男：西田敏行
- 大久保修：渡辺謙
- 江口涼平：緒形直人
- 加賀谷圭子：真野響子
- 柏木夏佳（ソニー研究員・江口の交際相手）：篠原涼子
- 平井友輝（日本ビクタービデオ開発課長）：中村育二
- 服部一義（日本ビクターシステム開発課員）：田山涼成
- 新田泰介（日本ビクタービデオ開発課員）：蟹江一平
- 加賀谷猛（加賀谷家の長男）：樹音
- 小野俊夫（日本ビクターシステム開発課長）：加藤満
- 大木良弘（日本ビクタービデオ開発課員）：崔哲浩
- 小島孝志（日本ビクタービデオ開発課員）：永倉大輔
- 杉沢浩（日本ビクタービデオ開発課員）：西田聖志郎
- 宮下茂夫（日立製作所ビデオ事業部長）：新克利
- 大野久志（三菱電機事業部長）：石丸謙二郎
- ビクター協力工場の社長：上田耕一
- 寺山彰（ソニー社長）：江守徹
- 村上雅恵（居酒屋「きのや」の女将）：倍賞美津子
- ビクター協力工場の社長：中原丈雄
- ビクター協力工場の社長：村田則男
- 着付け教室の先生：内田明里
- 加賀谷勇次（加賀谷家の次男）：石田法嗣
- ビクター協力工場の社長：佐藤正明
- 水泳コーチ：木原光知子
- 居酒屋の客：降旗康男
- 小出収美（通産省電子機器課長）：國村隼
- 渡会信一（日本ビクター専務）：津嘉山正種
- 金沢紀之（日本ビクター副社長）：石橋蓮司
- 武田壮吉（日本ビクター社長）：夏八木勲
- 門脇光蔵（ビクター協力工場の社長）：井川比佐志
- 松下幸之助：仲代達矢

## スタッフ
- 監督：佐々部清
- 企画：坂上順、西村元男
- 製作：高岩淡
- プロデューサー：厨子稔雄、小松茂明
- 原作：佐藤正明『映像メディアの世紀』（日経BP社刊/文春文庫）
- 脚本：西岡琢也、佐々部清
- 撮影：木村大作
  - 撮影応援：加藤雄大、佐々木原保志、林淳一郎（クレジットなし）
- 音楽：大島ミチル
- 照明：磯野雅宏
- 美術：福澤勝広、新田隆之
- 装飾：若松孝市
- 録音：高野泰雄
- 編集：大畑英亮
- 助監督：瀧本智行
- 製作担当：林周治
- 挿入歌：「わたしの彼は左きき」（歌：麻丘めぐみ）
- 製作：「陽はまた昇る」製作委員会（東映、JVCピクチャーズ、東映ビデオ、シチエ、加賀電子、日本出版販売）
- 配給：東映

## 製作
監督の佐々部清がトークショーで語ったところによれば、脚本段階では実在のメーカー名は仮名とすることになっていた。ところが、プロデューサーの「やはり、実名でないとリアリティが出ない」という方針により、関係各社と交渉したところ、いずれからも快諾が得られた。